# Дівчина без адреси
«Дівчина без адреси» (рос. «Девушка без адреса») — радянський художній фільм, поставлений на кіностудії «Мосфільм» в 1957 році режисером Ельдаром Рязановим.

## Сюжет
Молодий будівельник Паша Гусаров (Микола Рибников) в поїзді познайомився з Катею Івановою (Світлана Карпінська) і закохався в неї. Катю звільнили з роботи в її рідному місті — «за незлагідний характер», і вона їде до свого дідуся (Ераст Гарін) в надії влаштуватися в столиці.
По приїзду до Москви Паша у вокзальній метушні загубив Катю, але твердо вирішує відшукати кохану, попри те, що йому були відомі лише її ім'я та прізвище.

## У ролях
- Світлана Карпінська — Катя Іванова (артистична й музично обдарована натура, мріє стати акторкою)
- Микола Рибников — Паша Гусаров, будівельник
- Ераст Гарін — московський дідусь Каті, вахтер
- Юрій Бєлов — Митя, друг Паші Гусарова і в майбутньому наречений Олі, будівельник
- Василь Топорков —  гардеробник, приятель дідуся Каті
- Світлана Щербак — Оля, подруга Каті і в майбутньому дівчина Миті, працює в конторі під керівництвом Комаринського
- Зоя Федорова — Комаринська — владна жінка, дружина Комаринського
- Сергій Філіппов — Комаринський, ледачий начальник контори
- Павло Тарасов — Кербуд
- Ріна Зелена — Єлизавета Тимофіївна, набирає моделей для показів моди

## В епізодах
- Світлана Харитонова — кранівниця Клава, закохана в Пашу Гусарова
- Г. Болібок — Дубонос
- Петро Савін — лейтенант міліції
- Георгій Тусузов — Феоктістич
- Георгій Георгіу — відповідальний наймач
- Вікторія Чаєва — сусідка
- Лідія Корольова — Катерина Іванова, тезка Каті Іванової, мешканка комуналки
- Георгій Куликов — Юрій Олександрович, художник-модельєр експериментального ательє
- Михайло Гаркаві — артист, який застряг у ліфті (озвучив Григорій Шпігель)
- Леонід Чубаров — начальник станції Фомін
- Євген Гуров — виконроб Іван Романович
- Микола Чистяков — попутник у вагоні
- Тетяна Гурецька — епізод
- Валентин Абрамов — міліціонер, який заарештував Пашу
- Марина Фігнер — модельєрка
- Ольга Аросєва — сусідка
- Валентина Ананьїна — секретарка в конторі (в титрах не вказана)
- Ірина Мурзаєва — провідниця (в титрах не вказана)
- Володимир Піцек — двірник (в титрах не вказаний)
- Петро Рєпнін — провідник (в титрах не вказаний)
- Іван Турченко — міліціонер (в титрах не вказаний)
- Георгій Шамшурін — учасник наради (в титрах не вказаний)

## Знімальна група
- Сценарій — Леонід Ленч
- Режисер-постановник — Ельдар Рязанов
- Оператор — Олександр Харитонов
- Художник — Олексій Пархоменко
- Режисерка — М. Чернова
- Композитор — Анатолій Лепін
- Звукооператор — Віктор Зорін
- Монтаж — Є. Овсяннікова
- Текст пісень — Володимир Ліфшиц
- Редактор — Едгар Смирнов
- Костюми — Тамара Каспарова
- Грим — А. Ільїна, Ю. Фомін
- Заступник директора картини: Сергій Каграманов
- Директор картини — М. Гершенгорін
- Оркестр Управління з виробництва фільмів 
 Диригент — Анатолій Лепін